# Gelson Oliveira
Gelson Oliveira (Porto Alegre, 7 de abril de 1955) é um cantor, compositor, violonista e produtor musical brasileiro.

## Biografia
Gelson Oliveira mudou-se com os pais, aos 10 anos de idade, para a cidade de Gramado, onde trabalhou com artesanato em madeira. Confeccionou os troféus Kikito, distribuídos no Festival de Cinema de Gramado. Ainda na adolescência, passou a cantar em grupos musicais. Decidiu retornar a Porto Alegre no final da década de 1970.
Em sua cidade natal, Gelson apresentou o show Lado a Lado, juntamente com o cantor Nei Lisboa, em 1979. Morou durante algum tempo no Rio de Janeiro, retornando a Porto Alegre para lançar seu primeiro álbum de maneira independente, intitulado Terra, em parceria com o baterista gaúcho Luiz Ewerling. O lançamento do LP ocorreu no auditório da Reitoria da Universidade Federal do Rio Grande do Sul.
Em 1990 recebeu o Prêmio Fiat da Música Nacional. Em 1993 conquistou o Prêmio Sharp, com o álbum Imagem das Pedras, que contou com a participação de Gilberto Gil.
Em 1997 lançou o álbum Tempo ao Tempo, com financiamento do Fundo Municipal de Apoio à Produção Artística e Cultural de Porto Alegre (Funproarte). Em1999 lançou um CD independente, ao lado do trombonista Júlio Rizzo.
No ano de 2002 participou da gravação do CD Juntos 2 – Povoado das Águas, pela gravadora Atração Fonográfica, juntamente com Nelson Coelho de Castro, Bebeto Alves e Totonho Villeroy. Em 2009, completando 30 anos de carreira, gravou o CD Tridimensional. Pelo álbum, Gelson recebeu o Prêmio Açorianos de Música, na categoria melhor compositor, sendo também premiado como melhor produtor musical na categoria MPB, pelo CD Ziringuindim, da cantora Zilah Machado.
Em 2009, Gelson lança o disco Tridimensional, que entre as faixas contém a canção "Memórias de Um Cantador", que concorreu anteriormente a um festival de música em Porto Alegre.
E em 2016 saiu o seu primeiro disco de canções infantis chamado O Ônibus do Sobe e Desce.
Gelson Oliveira é o compositor de Papagaio Pandorga, música-tema do programa infantil Pandorga, apresentado pela TV Educativa de Porto Alegre.

## Discografia

### Álbuns de estúdio
- 1983 - Terra
- 1992 - Imagem das Pedras
- 1997 - Tempo ao Tempo
- 1999 - Gelson Oliveira e Júlio Rizzo
- 2003 - O Anjo Negro
- 2009 - Tridimensional
- 2016 - O Ônibus do Sobe e Desce

### Coletâneas
- 1995 - Gelson Oliveira

## Prêmios e indicações

### Prêmio da Música Brasileira
| Ano  | Categoria                  | Indicação       | Resultado |
| ---- | -------------------------- | --------------- | --------- |
| 1992 | Revelação Masculina de MPB | Gelson Oliveira | Venceu    |

### Prêmio Açorianos
| Ano  | Categoria             | Indicação                                                                    | Resultado |
| ---- | --------------------- | ---------------------------------------------------------------------------- | --------- |
| 1991 | Cantor                | Gelson Oliveira                                                              | Venceu    |
| 1993 | Cantor                | Gelson Oliveira                                                              | Indicado  |
| 1995 | Cantor                | Gelson Oliveira                                                              | Indicado  |
| 1998 | Disco de MPB ou Samba | Juntos (com Antonio Villeroy, Bebeto Alves e Nelson Coelho de Castro)        | Venceu    |
| 1999 | Compositor de MPB     | Gelson Oliveira                                                              | Indicado  |
| 1999 | Disco Instrumental    | Gelson Oliveira e Júlio Rizzo (com Júlio Rizzo)                              | Indicado  |
| 2001 | Intérprete de MPB     | Gelson Oliveira                                                              | Venceu    |
| 2009 | Produtor Musical      | Gelson Oliveira (por Ziringuindim, de Zilah Machado)                         | Venceu    |
| 2009 | Compositor de MPB     | Gelson Oliveira                                                              | Venceu    |
| 2012 | Arranjador            | Alex Alano, Marisa Rotenberg e Gelson Oliveira (por Redondas, de Alex Alano) | Indicado  |
| 2012 | Produtor Musical      | Marisa Rotenberg e Gelson Oliveira (por Redondas, de Alex Alano)             | Indicado  |
| 2014 | Disco Infantil        | O Ônibus do Sobe e Desce                                                     | Venceu    |
| 2022 | Compositor de MPB     | Adriano Trindade e Gelson Oliveira (por Canto de Senzala)                    | Venceu    |

- Festival de Música da PUC (Melhor Cantor e Melhor Música): 1983
- Prêmio Fiat da Música Nacional: 1990
- Festival Canta Montenegro (Melhor Cantor e Melhor Música): 1993